# Dendrobium guibertii
Dendrobium guibertii är en orkidéart som beskrevs av Élie Abel Carrière. Dendrobium guibertii ingår i släktet Dendrobium, och familjen orkidéer. Inga underarter finns listade i Catalogue of Life.

## Bildgalleri

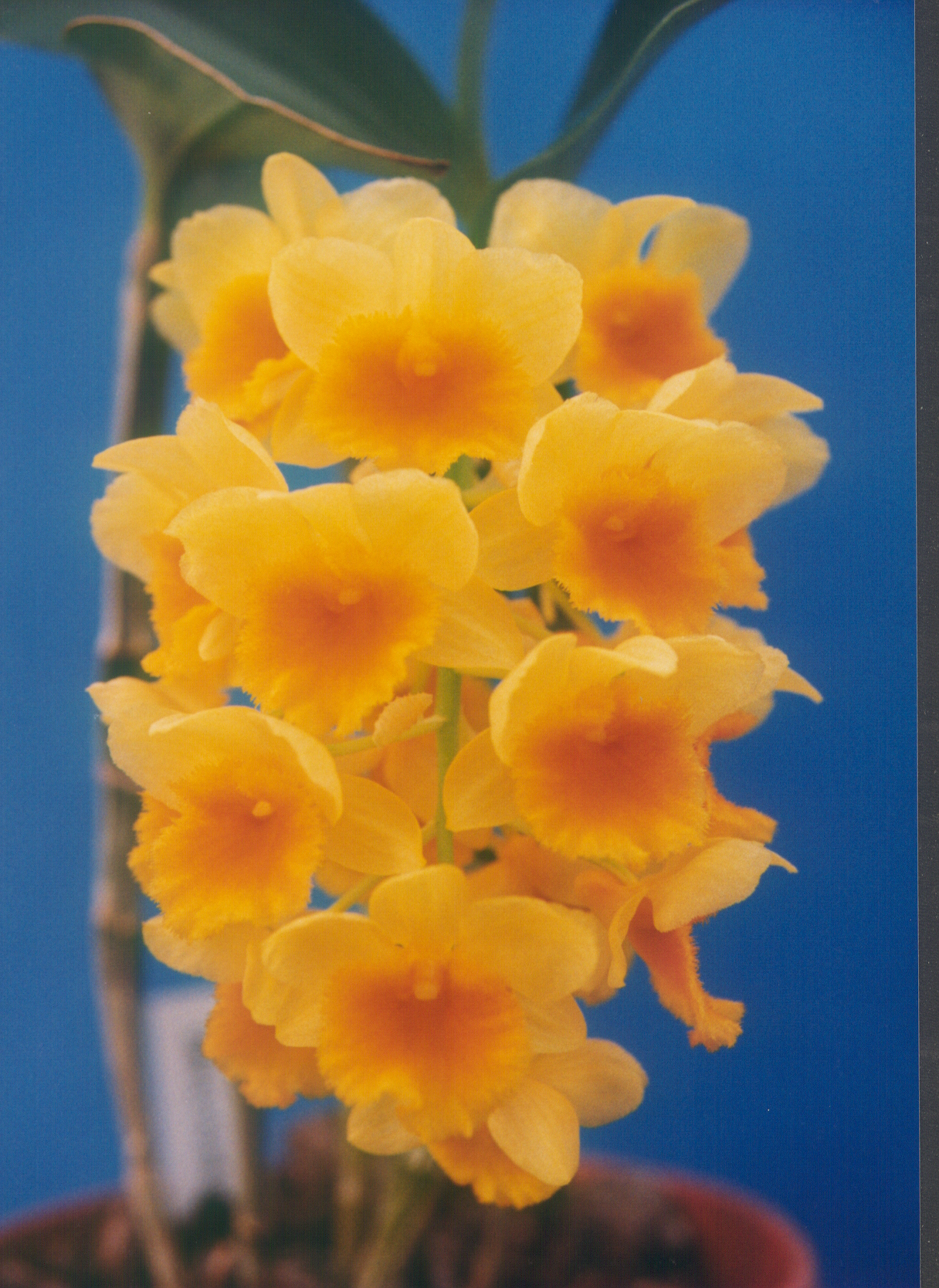
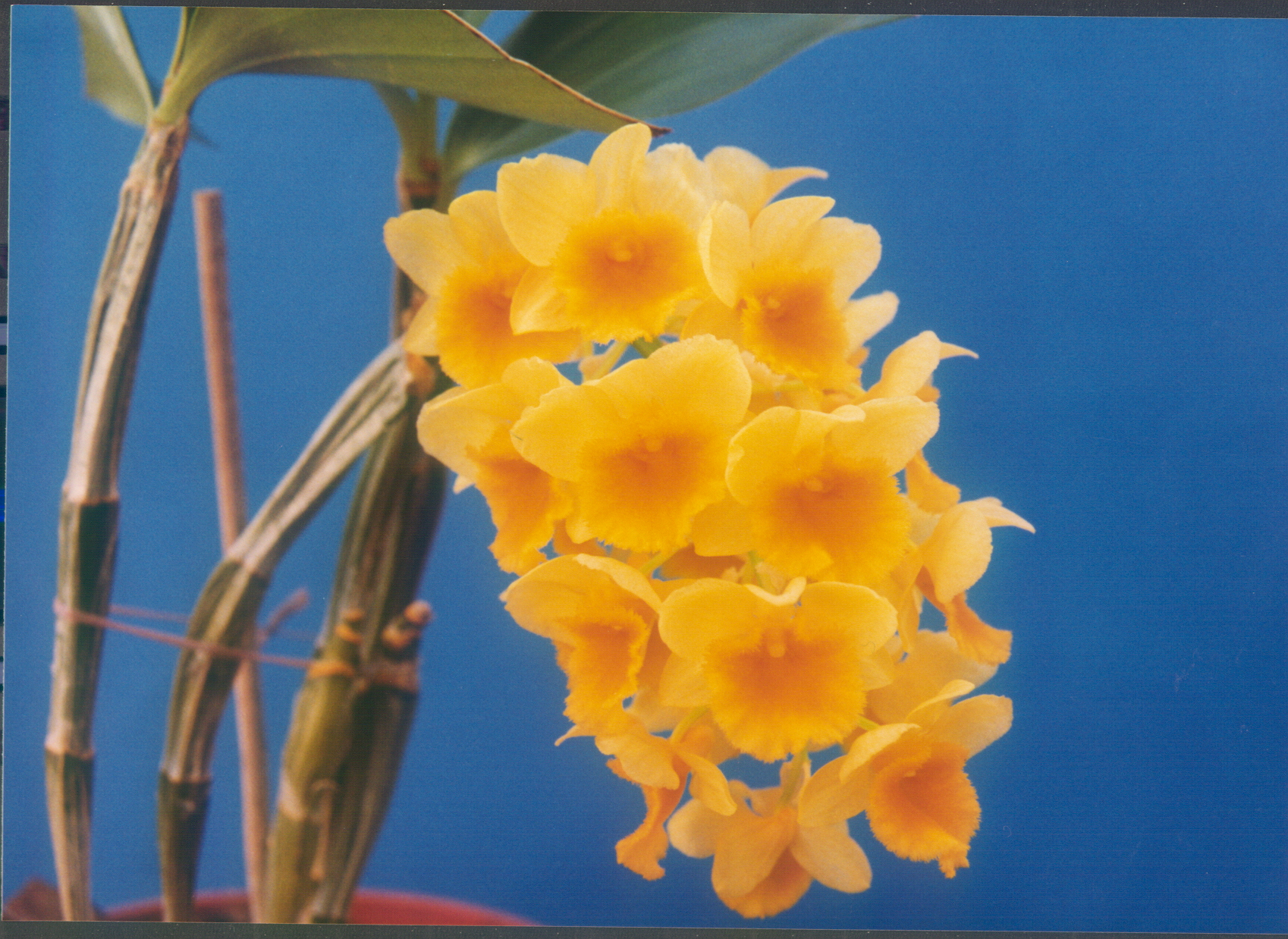
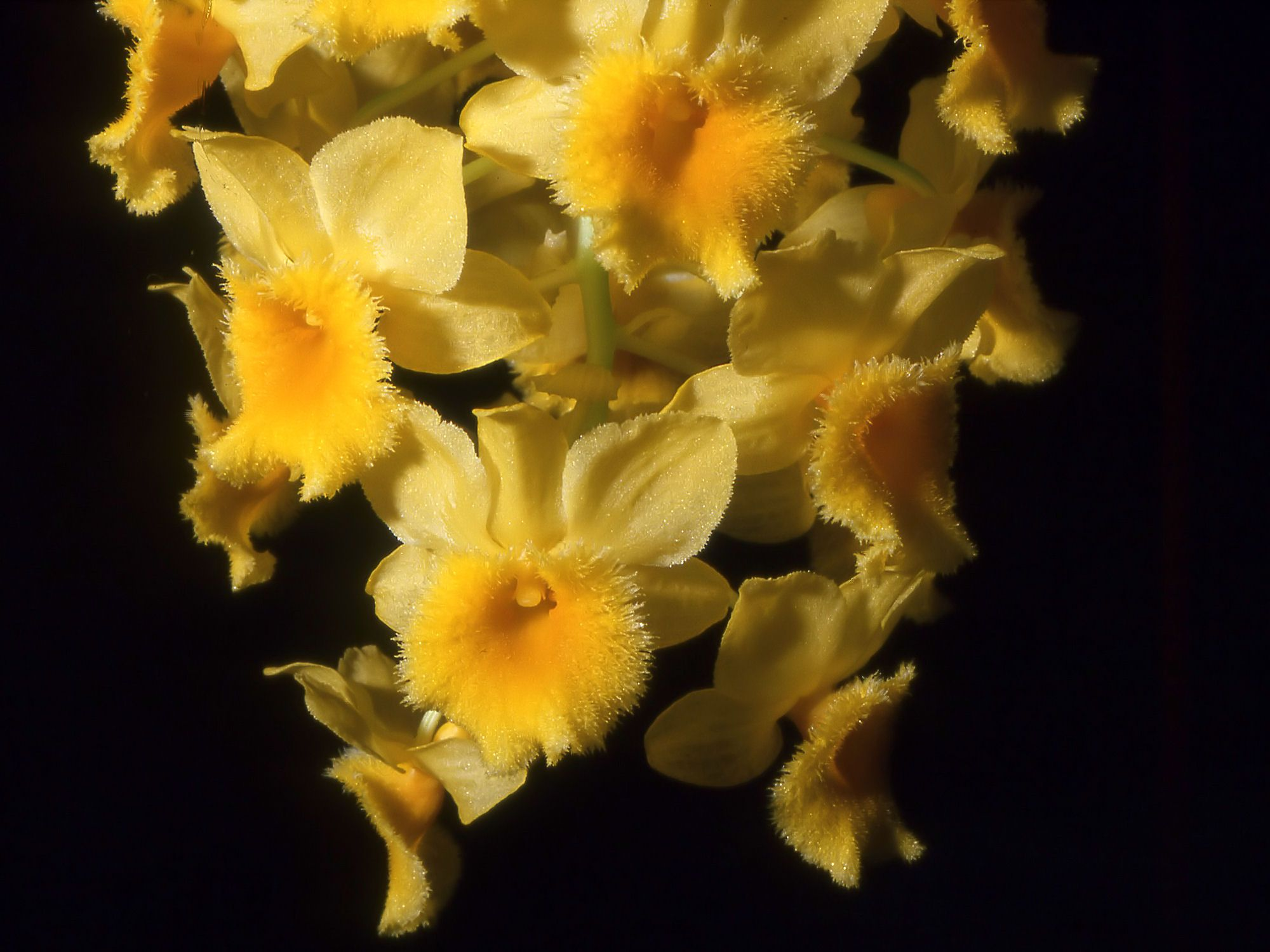
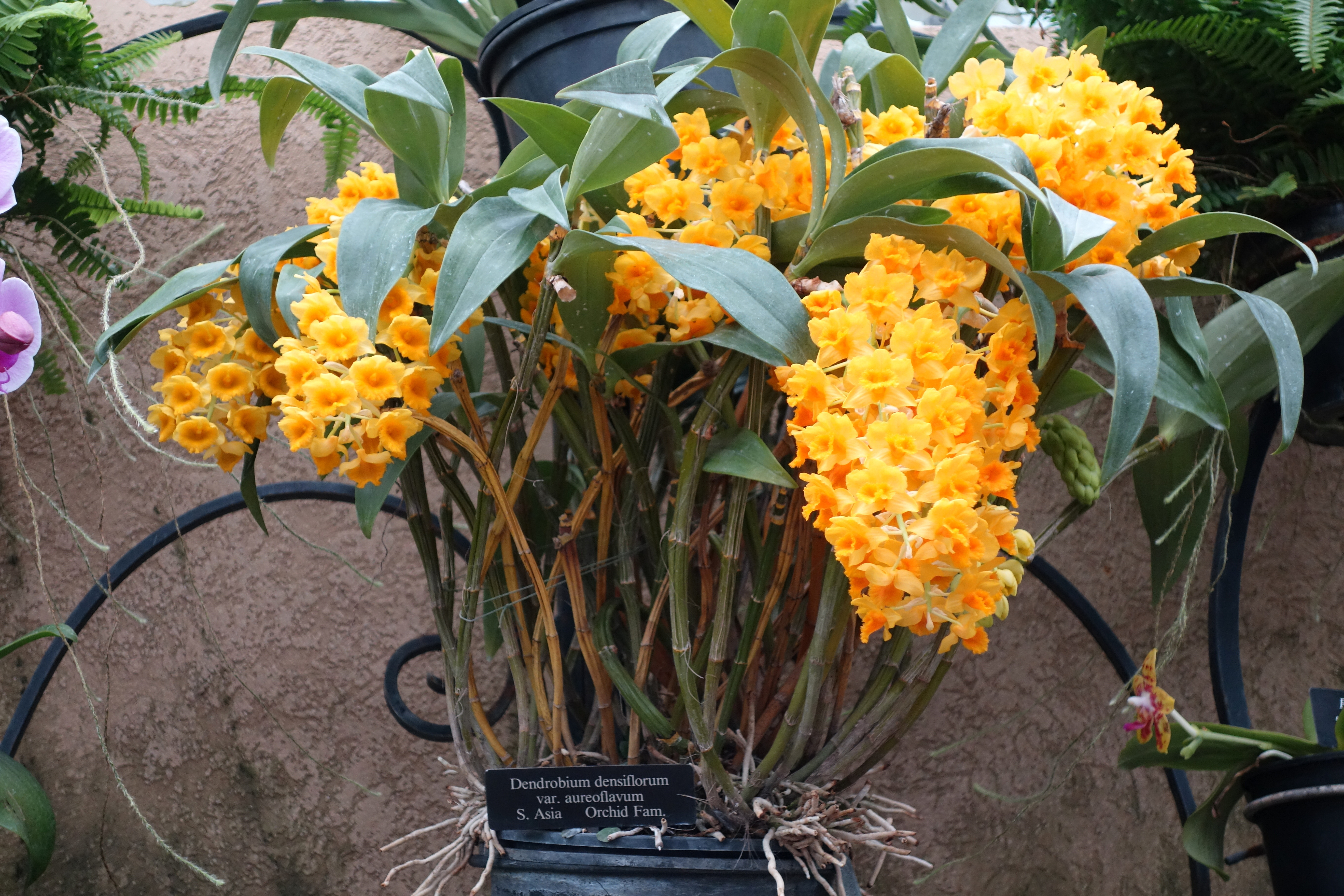